# OGCh-6
OGCh-6 – radziecki wojskowy satelita technologiczny. Szósty satelita serii, drugi który wykonał lot orbitalny. Zadaniem satelity było testowanie nowej głowicy bojowej, która miała odmienny od standardowych pocisków balistycznych profil lotu znany jako FOBS (ang. Fractional Orbital Bombardment System). Wystrzelony w listopadzie 1966 roku satelita uległ awarii a następnie samozniszczeniu w wyniku odpalenia ładunków wybuchowych.

## Budowa i działanie
W 1961 roku rozpoczął się w ZSRR projekt budowy nowego typu głowic międzykontynentalnych pocisków balistycznych. Głowica nie miała poruszać się po standardowym profilu balistycznym, z apogeum na wysokości ok. 1000 kilometrów, a na znacznie niższej wysokości ok. 150 km . Amerykańskie radary obrony przeciwrakietowej przystosowane były do wykrywania głowic nadlatujących od strony ZSRR na wyższych wysokościach. Nowe głowice oznaczane w państwach NATO jako FOBS, mogły nadlatywać nad terytorium Stanów Zjednoczonych np. od strony bieguna południowego, na niższej wysokości niż standardowe pociski balistyczne, przez co były trudne do wykrycia i zniszczenia. Pierwszy z czterech suborbitalnych startów OGCh nastąpił w grudniu 1965 roku . Pierwszy orbitalny start OGCh nastąpił 17 września 1966 roku .
OGCh składał się z głowicy i przymocowanego do niej bloku z silnikami manewrowymi. Gdy OGCh znajdował się nad celem blok napędowy uruchamiał silniki hamujące powodujące wejście w górne warstwy atmosfery i lot w kierunku celu .

## Misja
Misja satelity rozpoczęła się 2 listopada 1966 roku, kiedy rakieta R-36 wyniosła z kosmodromu Bajkonur satelitę OGCh-6 na niską orbitę okołoziemską. Po znalezieniu się na orbicie satelita otrzymał oznaczenie COSPAR 1966-101A . Był to szósty start satelity serii OGCh, z czego drugi jako lot orbitalny. Satelita miał ponownie wejść w kontrolowany sposób w górne warstwy atmosfery i imitując głowicę bojową uderzyć w cel na poligonie wojskowym. Misja zakończyła się niepowodzeniem, w wyniku czego uruchomiono mechanizm samozniszczenia. Eksplozja ładunku wybuchowego na orbicie wygenerowała 50 odłamków, śledzonych przez radary z Ziemi .
Główna część satelity spłonęła w górnych warstwach atmosfery 29 listopada 1966 roku .